# San Antonio de las Aradas

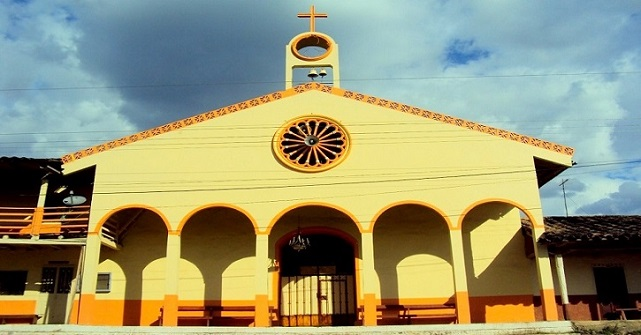
Kirche in San Antonio de las Aradas

San Antonio de las Aradas ist eine Ortschaft und eine Parroquia rural („ländliches Kirchspiel“) im Kanton Quilanga der ecuadorianischen Provinz Loja. Die Parroquia besitzt eine Fläche von 110,3 km². Beim Zensus 2010 wurden 1263 Einwohner gezählt.

## Lage
Die Parroquia San Antonio de las Aradas liegt in den Anden im äußersten Süden von Ecuador, 20 km von der peruanischen Grenze entfernt. Das Areal liegt in Höhen zwischen 1130 m und 3154 m. Das Gebiet wird von den beiden Quellflüssen des Río Pindo, Río La Capilla und Río Chiriyacu, im Westen und im Süden begrenzt. Entlang der östlichen Verwaltungsgrenze verläuft ein mehr als 3100 m hoher Gebirgskamm in Nord-Süd-Richtung. Der 1750 m hoch gelegene Hauptort San Antonio de las Aradas befindet sich 7,5 km südlich des Kantonshauptortes Quilanga sowie 45 km südsüdwestlich der Provinzhauptstadt Loja.
Die Parroquia San Antonio de las Aradas grenzt im Osten an die Parroquia Quinara (Kanton Loja), im Süden an die Parroquia El Ingenio (Kanton Espíndola), im Westen an das Municipio von Cariamanga (Kanton Calvas), im Nordwesten an die Parroquia Quilanga, im Norden an die Parroquia Fundochamba sowie im Nordosten an die Parroquia Vilcabamba (Kanton Loja).

## Orte und Siedlungen
In der Parroquia gibt es folgende Barrios: La Soledad, El Subo, Amania, Tuburo, Valdivia, Santa Rosa, Las Cuadras, Jacapo, Las Choras, Limón Alto, Limón Bajo und San José.

## Geschichte
Die Gründung der Parroquia San Antonio de las Aradas im Kanton Gonzanamá wurde am 30. Oktober 1961 im Registro Oficial bekannt gemacht und damit wirksam. 1989 wurde die Parroquia Teil des neu geschaffenen Kantons Quilanga.